# Okręg wyborczy North Monmouthshire
Okręg wyborczy North Monmouthshire powstał w 1885 r. i wysyłał do brytyjskiej Izby Gmin jednego deputowanego. Okręg obejmował północną część hrabstwa Monmouthshire w południowej Walii. Został zlikwidowany w 1918 r.

## Deputowani do brytyjskiej Izby Gmin z okręgu North Monmouthshire
- 1885–1895: Thomas Phillips Price
- 1895–1918: Reginald McKenna, Partia Liberalna